# Magdala (Izrael)
Magdala (héberül: מִגְדָּל (Migdál), arámiul: מגדלא (Magdala)) ősi galileai zsidó város Izraelben. Mária Magdolna (azaz magdalai Mária) szülővárosa.
A héber Migdál (=torony) kifejezésből képezték. Az arámi Majdal vagy Magdala úgyanazzal a jelentéssel bír, a Talmudban Migdal Nunaja (=halfigyelő torony) néven is említik a várost.

## Fekvése
A Genezáret-tó nyugati partján fekszik, az el-Guver síkság déli végében, 5 km távolságra Tibériástól.

## Története
Gustav Dalman, német teológus azt írja Magdaláról, hogy a tó nyugati partjának legjelentősebb városa volt, míg Heródes Antipász fel nem építette Tibériás városát.
Az 1. században Iosephus Flavius szerint 37 600 lakosa volt 
2009-ben egy i. e. 50 és i. sz. 100 között épült római kori zsinagóga maradványait fedezték fel, melyet Magdil vagy Magdala zsinagógának neveznek. A nagyterem 120 négyzetméter alapterületű falait fényes freskókkal díszítették, belül pedig egy kőtömbben egy hétágú menóra faragott képével. Ezen zsinagóga az egyik legrégebbi fennmaradt zsinagóga Galileában.